# Bernat de Salbà i de Salbà
Bernat de Salbà i de Salbà (Barcelona, ? — la Seu d'Urgell (probable), març de 1620) fou un religiós que ostentà el títol de bisbe d'Urgell i copríncep d'Andorra.
Bernat de Salbà forma part de l'Orde de Frares Menors i que havent complert els càrrecs dos vegades de Governador Provincial d'aquest província i després de Comisari General de les Indies (A l'ordre de Sant Francesc, religiós al càrrec hi havia el govern de les seves províncies en Índies) i finalment ocupà el càrrec de Bisbe d'Urgell. Morí als fets de les "Kalendas" de març de 1620. Les seves restes descansaren sota el marbre del senyor que assenyala que era un mabre bellament tallat amb l'Escut d'Armes, cenyit amb insignes episcopals i al mig hi havia una àguila amb les ales esteses que podia fer d'ell un noble i generós amb agilitat pels negocis i que aquestes armes corresponien als descendents de la casa de Salbà (Àguila amb arpats i amb un pic d'or).
Es mencionat (no necessàriament com a bisbe) al sínode de 23 d'octubre de 1580 i el 3 de febrer de 1585 a la Catedral d'Urgell.
Els diversos llibres sobre el seu pontificat parlen sobre diverses situacions relacionades amb el seu càrrec.
Com a rellevant parla d'una confraria que fou fundada l'any 1333 pel bisbe Pere de Narbona i que desaparegué. Doncs aquesta fou confirmada i renovada el 28 de febrer de 1614 per Bernat de Salbà i diu que "esto se avivó la devoción y seria làstima volviese á desaparecer en nuestros calamitosos tiempos.

## Episodi de bruixeria[5]
| « | ... La Arnava va exposar al tribunal que havia exercit el seu ofici «en moltes parts d'aquesta terra […] amb l'ajuda del Senyor […] »i que, en particular, havia rentat a alguns nens a la Seu d'Urgell. Així, ella va rentar a dues criatures de Mº Jerònim Gallart i dos més de Llorenç Costa, i totes es van curar. No obstant això, va puntualitzar que, quan rentava a una nena Costa, se li va inflar la mà dreta amb la qual la rentava i així va saber que estava enverinada. També va rentar amb aquesta aigua a dos criatures de Mº Rampuny i, en rentar a la més petita, es va repetir el fenomen anterior: com més la rentava, més li feia mal la mà, de manera que va comunicar al pare que «tant com jo feia, desfeia […] i que de prop li venia el mal», 75 atès que aquest li havia confiat en algun moment que «tenia gran sospita que la Carabacera ho hagués fet, que tenia fama de bruixa ». Evidentment, la Arnaba va argumentar el seu propi fracàs a l'informar al pare que la Carabacera «No era gens de bé». Que tan dolenta era com la Cabrera, àlies Bescaranesa, a la que ja ens hem referit. Qui eren aquests homes que havien contractat els serveis de la Arnava per curar a la seva prole dels anomenats «mals antics»? En 1616, data de aquest mateix procés, Jeroni Gallart, mercader i ciutadà honrat, era cònsol segon de la Seu d'Urgell. L'any anterior, 1615, Pere Rampuny, apotecari, havia estat cònsol quart; i Llorenç Costa, mestre sabater, 80 i Jeroni Gallart eren membres del Consell municipal, 81 com també ho van ser en 1617. Tres enverinaments del procés de 1629 corroboren aquest ampli consens social respecte a aquesta tipologia de bruixeria, mentre que entre els seus protagonistes trobem a representants del quadre sanitari local, alts càrrecs municipals i fins i tot un bisbe. En primer lloc, quan va morir Josep, el nen petit de Bernat Clusella, amb el petit cos «obert» [obert], el mateix Bernat de Salbà, bisbe d'Urgell de 1610 a 1620, va voler veure-ho tot i que ja estava amortallat; el doctor Vernís i diversos barbers que el van examinar van confirmar que havia mort enverinat. En segon lloc, Jeronimeta, la filleta del mateix Clusella, va morir tot i que Mº Cassany, cirurgià de la ciutat, li va procurar «remei contra verins »[Remey contre metsines] .84 Finalment, el petit cos sense vida de plançó de Ciprià topi, notari local, va aparèixer «tot sec, com si amb una taula ho haguessin oprimit, i amb un costat fins l'anca tot morat, com si li haguessin assotat amb barres de ferro », 85 i aquests signes de violència van ser anotats en la visura del cadàver realitzada pel doctor Josep Garriga, cònsol primer, portant la vara de veguer, assistit per Mº Cassany, Mº Vila i el Dr. Massanés, de la qual va aixecar acta el notari Nofre Esteve. Tots ells -notari, barbers i metges- van confirmar que «havia mort enverinat i que el havien molt ben tocat » ... | » |

## Escrits
Es mencionat al llibre Relacions sobre la fundació, jurisdicció i dotació de bisbats i abadies catalans:
| « | Text original: ... [4] F. 15v-16v: "Inventario de las rentas y jurisdictiones tiene la mensa episcopal de la seo de Urgel. Sacada por mandado de su magestad por don fray Bernardo Salbá, obispo de dicha siudad y iglesia, y por el maestro Melchior de Ernandaris, carmelita observante"... En català: ... [4] F. 15v-16v: "Inventari de las rentes i jurisdiccions que té la mensa episcopal de la Seu d'Urgell. Extreta per ordre de sa magestat por senyor fra Bernat Salbà, bisbe de la ciutat esmentada i església, i pel mestre Melcior d'Ernandaris, carmelità observant"... | » |

I explica que es un llibre:
| « | Recull d'informes elaborats per ordre reial els anys 1617-1618, amb addicions posteriors al voltant de 1622 (p. e. sobre L. Dies d'Aux i Armendáriz (Armendaris) com a bisbe d'Urgell), sobre la fundació i les rendes de bisbats i abadies de Catalunya. El carmelità observant Soler d'Armendaris va actuar com a comissari de l'enquesta, en col·laboració amb el personal dels centres visitats. A la contracoberta posterior, notes en llapis amb remissions a notícies del ms. sobre Andorra i el bisbat d'Urgell. L'autor, nascut a Perpinyà, era fill del jurista Joan Pere Soler i possiblement parent del citat bisbe d'Urgell. Professà d'antuvi com a carmelita descalç (Melcior de Sant Bernat); sol·licità sense èxit entrar als caputxins i el 1601 ja consta com a carmelita calçat. Abat de Sant Martí del Canigó des de 1623, malgrat l'oposició dels monjos. Va publicar: Discursos aeconómicos predicables de la historia de Ioachim y Susanna sobre el capítulo treze del profeta Daniel (Barcelona: viuda Déu, 1648). | » |